# (8957) Koujounotsuki
(8957) Koujounotsuki (1998 FM125) – planetoida z pasa głównego asteroid okrążająca Słońce w ciągu 3,42 lat w średniej odległości 2,27 au. Odkryta 22 marca 1998 roku.